# Jussi Jokinen
Jussi Jokinen (ur. 1 kwietnia 1983 w Kalajoki) – fiński hokeista, reprezentant Finlandii, dwukrotny olimpijczyk.

## Życiorys
Jego brat Juho (ur. 1986) także został hokeistą.

## Kariera
- Kärpät U16 (1998–1999)
- Kärpät U18 (1999–2000)
- Kärpät U20 (1999–2002)
- Kärpät (2001–2005)
- Dallas Stars (2005–2008)
- Tampa Bay Lightning (2008–2009)
- Carolina Hurricanes (2009–2013)
  -  Kärpät (2012–2013)
- Pittsburgh Penguins (2013–2014)
- Florida Panthers (2014-2017)
- Edmonton Oilers (2017)
- Los Angeles Kings (2017-2018)
- Columbus Blue Jackets (2018)
- Vancouver Canucks (2018)
- Detroit Red Wings (2018)
- EHC Kloten (2018)
- Kärpät (2019-2021)

Wychowanek klubu JHT. Wieloletni zawodnik Kärpät. Od 2009 roku zawodnik Carolina Hurricanes. W czerwcu 2011 roku przedłużył kontrakt z klubem o trzy lata. Od września 2012 do stycznia 2013 roku na okres lokautu w sezonie NHL (2012/2013) związał się z macierzystym Kärpät. 3 kwietnia 2013 roku został zawodnikiem Pittsburgh Penguins. Od lipca 2014 zawodnik Florida Panthers związany czteroletnim kontraktem. W połowie 2017 został wolnym zawodnikiem po tym jak jego kontrakt został wykupiony przez klub Florida Panthers. Od lipca 2017 zawodnik Edmonton Oilers. Od listopada 2017 zawodnik Los Angeles Kings w toku wymiany za Michaela Cammalleri. Od stycznia 2018 zawodnik Columbus Blue Jackets. Pod koniec lutego 2018 został zawodnikiem Vancouver Canucks. We wrześniu 2018 przeszedł do Detroit Red Wings, a pod koniec tego miesiąca został stamtąd zwolniony. W listopadzie 2018 został graczem EHC Kloten, a w styczniu 2019 przeszedł do macierzystego Kärpät. W maju ogłosił zakończenie kariery.
Uczestniczył w turniejach mistrzostw świata w 2005, 2006, 2008, 2010, 2012, 2015, 2016, zimowych igrzysk olimpijskich 2006, 2014, Pucharu Świata 2016.

## Sukcesy
Reprezentacyjne
- Brązowy medal mistrzostw świata juniorów do lat 18: 2001
- Brązowy medal mistrzostw świata juniorów do lat 20: 2002, 2003
- Srebrny medal zimowych igrzysk olimpijskich: 2006
- Brązowy medal mistrzostw świata: 2006, 2008
- Brązowy medal zimowych igrzysk olimpijskich: 2014
- Srebrny medal mistrzostw świata: 2016

Klubowe
- Złoty medal mistrzostw Finlandii: 2004, 2005 z Kärpät
- Srebrny medal mistrzostw Finlandii: 2003, 2019 z Kärpät

Indywidualne
- Mistrzostwa świata juniorów do lat 20 w 2002:
  - Pierwsze miejsce w klasyfikacji asystentów turnieju: 6 asyst
- Mistrzostwa świata juniorów do lat 20 w 2003:
  - Pierwsze miejsce w klasyfikacji strzelców turnieju: 6 goli
- Puchar Mistrzów IIHF 2005:
  - Skład gwiazd turnieju
- NHL (2005/2006):
  - NHL YoungStars Roster
- Mistrzostwa Świata w Hokeju na Lodzie 2015/Elita:
  - Piąte miejsce w klasyfikacji asystentów turnieju: 9 asyst[16]
- Liiga (2018/2019):
  - Czwarte miejsce w klasyfikacji +/- w fazie play-off: +7[17]